# Vipera seoanei
Vipera seoanei je strupenjača iz družine gadov, ki je razširjena po severnem delu Pirenejskega polotoka.

## Podvrste
| Vrsta            | Avtor taksona     | Razširjenost                                                       |
| ---------------- | ----------------- | ------------------------------------------------------------------ |
| V. s. cantabrica | Braña & Bas, 1983 | Kantabrijsko gorovje na severu Španije.                            |
| V. s. seoanei    | Lataste, 1879     | Skrajni jugozahod Francije in severni deli Španije in Portugalske. |